# الجوبلي (بعدان)
الجوبلي
الجوبلي هي إحدى قرى عزلة المشكي بمديرية بعدان التابعة لمحافظة إب، بلغ تعداد سكانها 511 نسمة حسب تعداد اليمن لعام 2004.